# 马鞍山承接产业转移示范园区
马鞍山承接产业转移示范园区是中国安徽省马鞍山市设立的承接产业转移示范区。马鞍山承接产业转移示范园区位于马鞍山市南部，包括当涂县太白、年陡两个中心镇。示范区位于龙山脚下，总体规划面积为131平方公里。
龙山集中区产业空间布局为“两区六园”：政务及生活服务区、商贸及生活服务区，装备制造及汽车零部件产业园、现代物流产业园、创意产业园、电子信息产业园、医药产业园、新能源产业园。起步区面积为15平方公里，分为工业和商住两大块。商住区分为行政办公区、商业服务区、居住配套区。新区成立三个月以来，4条主干道和5万平方米安置房已开工建设，新引进企业13家，总投资32亿元。项目包括：无锡万邦投资10亿元建设的皖江金属物流园、家电产业园、华诚公司等。